# Серра-Педаче
Серра-Педаче (італ. Serra Pedace, сиц. Serra Pedace) — муніципалітет в Італії, у регіоні Калабрія, провінція Козенца.
Серра-Педаче розташована на відстані близько 440 км на південний схід від Риму, 50 км на північний захід від Катандзаро, 9 км на схід від Козенци.
Населення — 988 осіб (2014).
Щорічний фестиваль відбувається 7 серпня. Покровитель — San Donato Vescovo.

## Демографія
Населення за роками:

Станом на 31 грудня 2014 року в муніципалітеті офіційно проживало 30 іноземців з 6 країн, серед них 17 громадян країн Євросоюзу та 4 громадяни України.

## Сусідні муніципалітети
- Казоле-Бруціо
- Педаче
- Сан-Джованні-ін-Фйоре
- Спеццано-Пікколо